# Elise Püttner
Johanna Augustina Elise Püttner (* 5. August 1839 in Danzig; † 14. Juni 1923 in Zoppot, Freie Stadt Danzig) war eine deutsche Schriftstellerin.

## Leben
Elise Püttner wurde in Danzig als Tochter eines Zollbeamten geboren. Sie hatte sechs jüngere Geschwister: zwei Brüder und drei unverheiratete Schwestern, eine weitere starb im Alter von acht Jahren.
Püttner besuchte private Mädchenschulen in Danzig und Thorn. Von 1859 bis 1860 arbeitete sie als Erzieherin bei einer Ärztefamilie in Thüringen. Danach lebte sie in Berlin und Danzig und lernte Französisch. An einer Privatschule studierte sie Kunstgeschichte in Paris. Ihre Mutter starb 1868 an Typhus. Püttner kehrte nach Danzig zurück, führte den Haushalt ihres Vaters und kümmerte sich um ihre jüngeren Geschwister. Ihre Ausbildung beendete sie an einem privaten Lehrerseminar. Das Staatsexamen legte sie am Königlichen Lehrerseminar in Marienburg ab, fing aber nicht an, in dem Beruf zu arbeiten. Ihr Vater ging 1881 in den Ruhestand und er verzog mit seinen Töchtern nach Zoppot, wo er im Januar 1892 starb. Sie lebten dort von seiner Pension und ihren Tantiemen.
Unter der Anleitung der Stadtbibliothekare Mannhardt und Bertling erforschte Püttner die Geschichte Danzigs. Seit 1870 veröffentlichte sie Märchen, historische Schriften und einen historischen Roman. Im Jahr 1887 schrieb sie noch Kolumnen für Danziger Zeitungen und begann Reiseführer zu verfassen, die in zwei bis sechs Auflagen erschienen. Ihr Oratorium Das Schloss am Meer wurde von Franz Joetze und Richard Modess vertont und 1906 in Zoppot aufgeführt.
Püttner war Mitglied der Gesellschaft der Kunstfreunde. Sie engagierte sich im Zoppoter Zweig des Deutschen Frauenvereins, in Frauenorganisationen und in der Danziger Abteilung des Deutschen Roten Kreuzes. Während des Deutsch-Französischen Kriegs 1870/1871 kümmerte sie sich um die Familien der Soldaten und war im Vaterländischen Frauenverein tätig.
Elise Püttner starb am 14. Juni 1923 in Zoppot. Die Urne mit ihrer Asche wurde dort auf dem städtischen Friedhof beigesetzt.

## Auszeichnungen
- Kriegsdenkmünze 1870–71 für Nichtkombattanten
- Zentenarmedaille 1897.

## Werke (Auswahl)
Märchen, Roman
- Was ein Pomuchel der Grossmama für seine lieben kleinen Landsleute erzählt hat. Ein Danziger Weihnachtsmärchen. Bertling, Danzig 1870.
- Das Märchen vom Thorner Pfefferkuchen. Bertling, Danzig 1872, 1885, 1912 und 1922.
- Das Herz von Marzipan. Selbstverlag 1873, 1924.
  - Baśń o toruńskich piernikach. Toruń 2019.
- Konrad Letzkau und seine Tochter. Roman aus dem Anfange des 15. Jahrhunderts. In Folgen. Danziger Zeitung, 1880. In 3 Bänden. Reissner, Leipzig 1887 und 1922.

Reiseführer
- Ostseebad Zoppot bei Danzig. Kafemann, Danzig 1887, 1901 und 1910.
- Danzig ehemalige Freie Reichs- und Hansestadt, jetzt Hauptstadt der Provinz Westpreussen. Kafemann, Danzig 1888–1910 (sechs Auflagen).
- Jäschkenthal und der Johannisberg bei Danzig. Kafemann, Danzig 1890.
  - Jaśkowa Dolina i Góra Jana nieopodal Gdańska. Malbork 2015.
- Führer durch Luftkurort und Seebad Oliva. Mit der ehemaligen Zisterzienser-Abtei gleichen Namens. Kafemann, Danzig 1904 und 1910.
- Reise- und Fremdenführer durch Westpreussen. Kafemann, Danzig 1906.